# 50/50 (фільм)
«50/50» (англ. 50/50) — американська драмедійна картина режисера Джонатана Левіна, що вийшла 2011 року. Сценарій частково оснований на досвіді сценариста Вілла Рейзера боротьби з раком.
Продюсером були Еван Ґолдберґ, Бен Карлін і Сет Роґен. Вперше фільм продемонстрували 12 вересня 2011 року у Канаді на Міжнародному кінофестивалі у Торонто.
В Україні фільм не демонструвався. Переклад та озвучення українською мовою зроблено студією «Омікрон» на замовлення Hurtom.com у листопаді 2012 року у рамках проєкту «Хочеш кіно українською? Замовляй!».

## Сюжет
| Молодий процвітаючий журналіст Адам готується випустити сенсаційну статтю про вулкани в Європі. Він не палить, не п'є, веде здоровий спосіб життя, не водить машину, бо це небезпечно. Крім того, у нашого героя є все для щастя: прекрасний будинок, кохана дівчина, хороша робота. Але от лихо: наполеонівським планам завадили несподівані болі у спині. Після візиту до лікаря Адам дізнається страшну правду: у нього рак спинного мозку з рідкісною мутацією хромосом, яка не піддається лікуванню. Що робити? Як жити далі? Як не зійти з розуму? Чи можна вийти переможцем у битві з повільною смертю? |

## У ролях
| Актор                   | Роль                                  | Опис                                                      |
| ----------------------- | ------------------------------------- | --------------------------------------------------------- |
| Джозеф Гордон-Левітт    | Адам Лернер (англ. Adam Lerner)       | 27-річний журналіст на радіо, хлопець Рейчел              |
| Сет Роґен               | Кайл Гірронс (англ. Kyle Hirons)      | співпрацівник Адама і його найкращий друг                 |
| Анна Кендрік            | Кетрін Маккай (англ. Katherine McKay) | молода і недосвідчена терапевт                            |
| Брайс Даллас Говард     | Рейчел (англ. Rachael)                | актриса, дівчина Адама                                    |
| Анжеліка Г'юстон        | Діан Лернер (англ. Diane Lerner)      | мама Адама                                                |
| Серж Уд                 | Ричард Лернер (англ. Richard Lerner)  | батько Адама, чоловік Діан, хворий на хворобу Альцгеймера |
| Джессіка Паркер Кеннеді | Джеккі (англ. Jackie)                 |                                                           |
| Лаура Бертрам           | Клер (англ. Claire)                   |                                                           |

## Сприйняття

### Критика
Фільм отримав загалом позитивні відгуки: Rotten Tomatoes дав оцінку 93 % на основі 180 відгуків від критиків (середня оцінка 7,6/10) і 89 % від глядачів із середньою оцінкою 4,1/5 (69,421 голос), Internet Movie Database — 7,8/10 (148 977 голосів), Metacritic — 72/100 (42 відгуки критиків) і 8,1/10 від глядачів (300 голосів).

### Касові збори
Під час показу, що стартував 30 вересня 2011 року, протягом першого тижня фільм показали у 2,458 кінотеатрах і він зібрав $8,644,095, що на той час дозволило йому зайняти 5 місце серед усіх прем'єр. Показ протривав 91 день (13 тижнів) і закінчився 29 грудня 2011 року, зібравши у прокаті у США $35,014,192, а у світі — $4,173,591, тобто $39,187,783 загалом при бюджеті $8 млн.

### Нагороди і номінації[10]
| Рік  | Нагорода                                                         | Категорія                                                                         | Номінант                             | Результат |
| ---- | ---------------------------------------------------------------- | --------------------------------------------------------------------------------- | ------------------------------------ | --------- |
| 2011 | Aspen Filmfest (Audience Award)                                  | Приз глядацьких симпатій для художнього фільму                                    | Джонатан Левін                       | Перемога  |
| 2011 | Dallas-Fort Worth Film Critics Association Awards                | Найкращий фільм                                                                   |                                      | Номінація |
| 2011 | Hollywood Film Festival (Hollywood Breakthrough Award)           | Прорив актора                                                                     | Джозеф Гордон-Левітт                 | Перемога  |
| 2011 | National Board of Review, USA                                    | Найкращий оригінальний сценарій                                                   | Вілл Рейзер                          | Перемога  |
| 2011 | National Board of Review, USA                                    | Найкращий незалежний фільм                                                        |                                      | Перемога  |
| 2011 | San Diego Film Critics Society Awards                            | Найкращий оригінальний сценарій                                                   | Вілл Рейзер                          | Номінація |
| 2011 | Stockholm Film Festiva                                           | Приз глядацьких симпатій                                                          | Джонатан Левін                       | Перемога  |
| 2011 | Torino International Festival of Young Cinema                    | Achille Valdata Award                                                             | Джонатан Левін                       | Перемога  |
| 2011 | Utah/US Film Festival (Grand Jury Prize)                         | Актор року                                                                        | Джозеф Гордон-Левітт                 | Перемога  |
| 2011 | Washington DC Area Film Critics Association Awards               | Найкращий оригінальний сценарій                                                   | Вілл Рейзер                          | Перемога  |
| 2012 | Broadcast Film Critics Association Awards (Critics Choice Award) | Найкращий орригінальний сценарій                                                  | Вілл Рейзер                          | Номінація |
| 2012 | Casting Society of America, USA                                  | Видатні досягнення у кастингу — художньому фільмі — студії або незалежній комедії | Франсін Мейслер (директор кастингу)  | Номінація |
| 2012 | 70-ма церемонія вручення нагороди «Золотий глобус»               | Найкращий фільм — комедія або мюзикл                                              |                                      | Номінація |
| 2012 | 70-ма церемонія вручення нагороди «Золотий глобус»               | Найкраща чоловіча роль — комедія або мюзикл                                       | Джозеф Гордон-Левітт                 | Номінація |
| 2012 | Golden Trailer Awards                                            | Найкраща графіка у ТВ-ролику                                                      | Summit Entertainment                 | Номінація |
| 2012 | Незалежний дух                                                   | Найкращий дебютний сценарій                                                       | Вілл Рейзер                          | Перемога  |
| 2012 | Незалежний дух                                                   | Найкраща режисура                                                                 | Еван Ґолдберґ, Бен Карлін, Сет Рожен | Номінація |
| 2012 | Незалежний дух                                                   | Найкраща жіноча роль другого плану                                                | Анжеліка Х'юстон                     | Номінація |
| 2012 | MTV Movie Awards                                                 | Найкраще виконання                                                                | Джозеф Гордон-Левітт                 | Номінація |
| 2012 | Премія Гільдії сценаристів США                                   | Найкращий оригінальний сценарій                                                   | Вілл Рейзер                          | Номінація |